# Jasminum polyanthum
Jasminum polyanthum is een klimplant met sterk geurende bloemen, behorend tot de olijffamilie (Oleaceae). De soort komt van nature voor in China. De naam werd gepubliceerd door Adrien René Franchet in 1891, in Revue Horticole 63: 270. De beschrijving werd gebaseerd op herbariummateriaal dat door Jean Marie Delavay in 1883 verzameld was in Yunnan, en dat zich inmiddels in de collectie van het Muséum national d'histoire naturelle bevond.
De introductie als sierplant in Europa is te danken aan de Schotse botanicus en verzamelaar George Forrest, die samen met Lawrence Johnston in 1930 zaden van de plant verzamelde in Yunnan. Johnston nam de zaden mee naar zijn huis in Menton, waar hij ze liet kiemen en verder opkweekte. Van daaruit bevoorraadde hij er kwekers in Europa mee.